# Tre Rosor
| Vapen för ätter Tre Rosor, Tre Rosor till Horshaga (vänster) och Tre Rosor till Mörby (höger). |  | Vapen för ätter Tre Rosor, Tre Rosor till Horshaga (vänster) och Tre Rosor till Mörby (höger). |
| Vapen för ätter Tre Rosor, Tre Rosor till Horshaga (vänster) och Tre Rosor till Mörby (höger). |  |                                                                                                |

Tre Rosor är en konventionell benämning på två svenska uradliga högfrälsesläkter. Namnet är en efterhandskonstruktion efter motivet på de heraldiska vapen som använts av släkternas medlemmar. Själva använde de endast förnamn och patronymikon, med undantag för Gustav Johanssons äldste son Johan Ros. Något genealogiskt samband mellan de båda släkterna är inte känt. Ätten Rosengren var utgrenad från en oäkta son till rikshovmästaren Ture Jönsson.

## Vapen
Många av ätternas medlemmar använde vapen med tre rosor i sina sigill. Vanligtvis var dessa placerade balkvis i skölden, men även bjälkvis och ginbalksvis förekom. Det hände att medlemmar ändrade placeringen av rosorna under sin livstid. Vapnens tinkturer är i de flesta fall okända. Enligt en vapenmålning från 1500-talet ska rosorna ha varit röda och placerade på delningslinjen i ett fält styckat i silver och blått.
Liknande vapensköldar, med tre rosor i olika varianter har förts av flera andra svenska frälsesläkter – exempelvis Hjulstaätten, von Rosen och grevliga ätten Oxenstierna af Korsholm och Wasa. För ingen av dem kan någon släktskap med ätten Tre Rosor styrkas, med undantag för Oxenstierna, där stamfadern Gabriel Bengtsson Oxenstierna var son till Sigrid Gustavsdotter (Tre Rosor).

## Tre Rosor till Mörby
Släktens stamfar Knut var gift med Kristina Bengtsdotter, dotter till lagmannen i Västergötland Bengt Hafridsson. Hon ägde jord i Fuxerna socken, Flundre härad, Västergötland och levde ännu 1345.
Med hans sonsöner delas ätten i två grenar. Under 1400- och 1500-talen når Tre Rosor sin höjdpunkt innan den försjönk hastigt i början av 1600-talet.
Släkten hade sammanlagt elva riksråd, åtta i Sverige och tre i Norge. Det senare föranleddes av att Knut Jonsson (nämnd 1418, död senast 1443) gifte sig med Agnes Alfsdotter, dotter till det norska riksrådet Alf Haraldsson (Bolt) och dennes hustru Katarina Jonsdotter (Roos). Därigenom skapades en släktgren som verkade i Norge. Knut och Agnes fick två söner varav Alv blev riksråd i Norge och Jöns riksråd i Sverige.
Släkten erhöll grevlig värdighet 1561 då Gustav Johansson upphöjdes till greve av Erik XIV. Han skrev  sig först greve till Enköping och friherre till Haga men erhöll 1562 Bogesund (nuvarande Ulricehamn) som grevskap.
Släkten utslocknade på svärdssidan 1612.
Sedan Gustav Johansson 1561 upphöjts till greve förlänades han ett vapen med hjärtsköld som visade: tre rosor röda, hwar med fem blad uti ett förgylt fieldh. 1651 infogades samma vapen i andra och tredje fältet i vapnet för grevliga ätten Oxenstierna af Korsholm och Wasa. Stamfadern Gabriel Bengtsson Oxenstierna var son till Sigrid Gustavsdotter (Tre Rosor).

### Personer av ättenTre Rosor till Mörby

#### Alfabetiskt ordnade
- Alv Knutsson (Tre Rosor), cirka 1420–1496
- Birgitta Larsdotter (Tre Rosor), gift med Lars Ivarsson Fleming (död 1562)
- Erik Knutsson (Tre Rosor), död 1520
- Gustav Johansson (Tre Rosor), 1531–1566
- Johan Turesson (Tre Rosor), cirka 1490–1556
- Jöns Knutsson (Tre Rosor), död cirka 1498
- Karl Knutsson (Tre Rosor), död 1520, norsk härförare
- Knut Alvsson (Tre Rosor), 1455–1502
- Knut Jönsson (Tre Rosor), död cirka 1443
- Karl Knutsson (Tre Rosor), död 1520
- Lars Turesson (Tre Rosor), död 1560
- Odd Alvsson (Tre Rosor), 1460–1497
- Ture Jönsson (Tre Rosor), död 1532

#### Kronologiskt ordnade
- Knut Jönsson (Tre Rosor), död cirka 1443
- Jöns Knutsson (Tre Rosor), död cirka 1498
- Alv Knutsson (Tre Rosor), cirka 1420–1496
- Knut Alvsson (Tre Rosor), 1455–1502
- Odd Alvsson (Tre Rosor), 1460–1497
- Karl Knutsson (Tre Rosor), död 1520
- Erik Knutsson (Tre Rosor), död 1520
- Ture Jönsson (Tre Rosor), död 1532. Hans utomäktenskapliga son, Jakob Turesson till Grensholm (cirka 1500-1557) blev stamfader för ätten Rosengren
- Johan Turesson (Tre Rosor), cirka 1490–1556
- Lars Turesson (Tre Rosor), död 1560
- Gustav Johansson (Tre Rosor), 1531–1566

## Tre Rosor till Horshaga
Släktens äldste kände medlem var riksrådet och lagmannen Gustav Magnusson (Tre Rosor till Horshaga), född omkring 1360, död omkring 1435. Hans bror Algot Magnusson är omnämnd som riddare 10 februari 1413 när änkan till Peter Andersson Prika i Möne (sexuddig stjärna),  Ingeborg Sigvidsdotter i Lödöse, beseglar ett dokument med ätten Ribbings tre nedvända sjöblad när hon säljer sin sätesgård Torpa i Länghems socken, nuvarande Tranemo kommun i Västergötland, och ett antal andra gårdar till Algot Magnusson.
Gustav Magnussons son Bengt Gustavsson (Tre Rosor till Horshaga) var biskop i Skara stift från 1451. Ätten utslocknade med den senares död 1460.

## Galleri

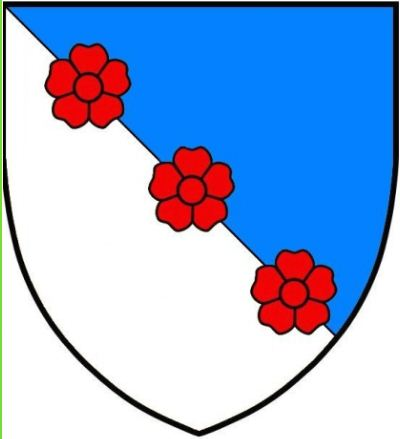
Tre Rosor-vapen enligt en vapenmålning från sent 1500-tal.
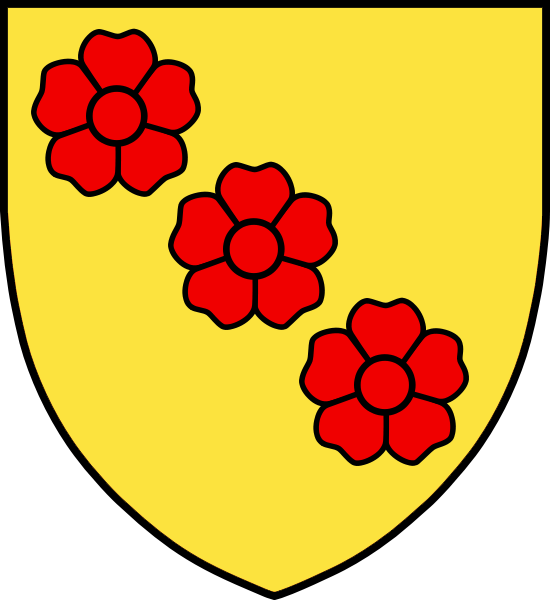
Stamvapnet i Gustav Johanssons grevevapen.
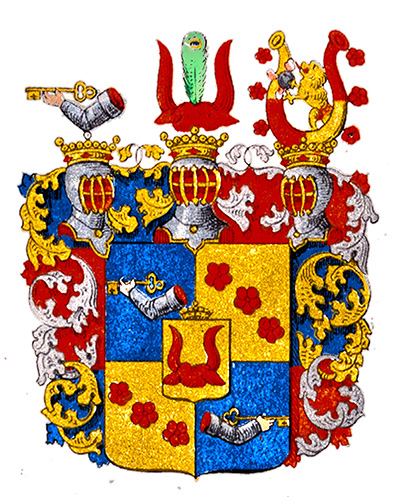
Vapnet för grevliga ätten Oxenstierna af Korsholm och Wasa.
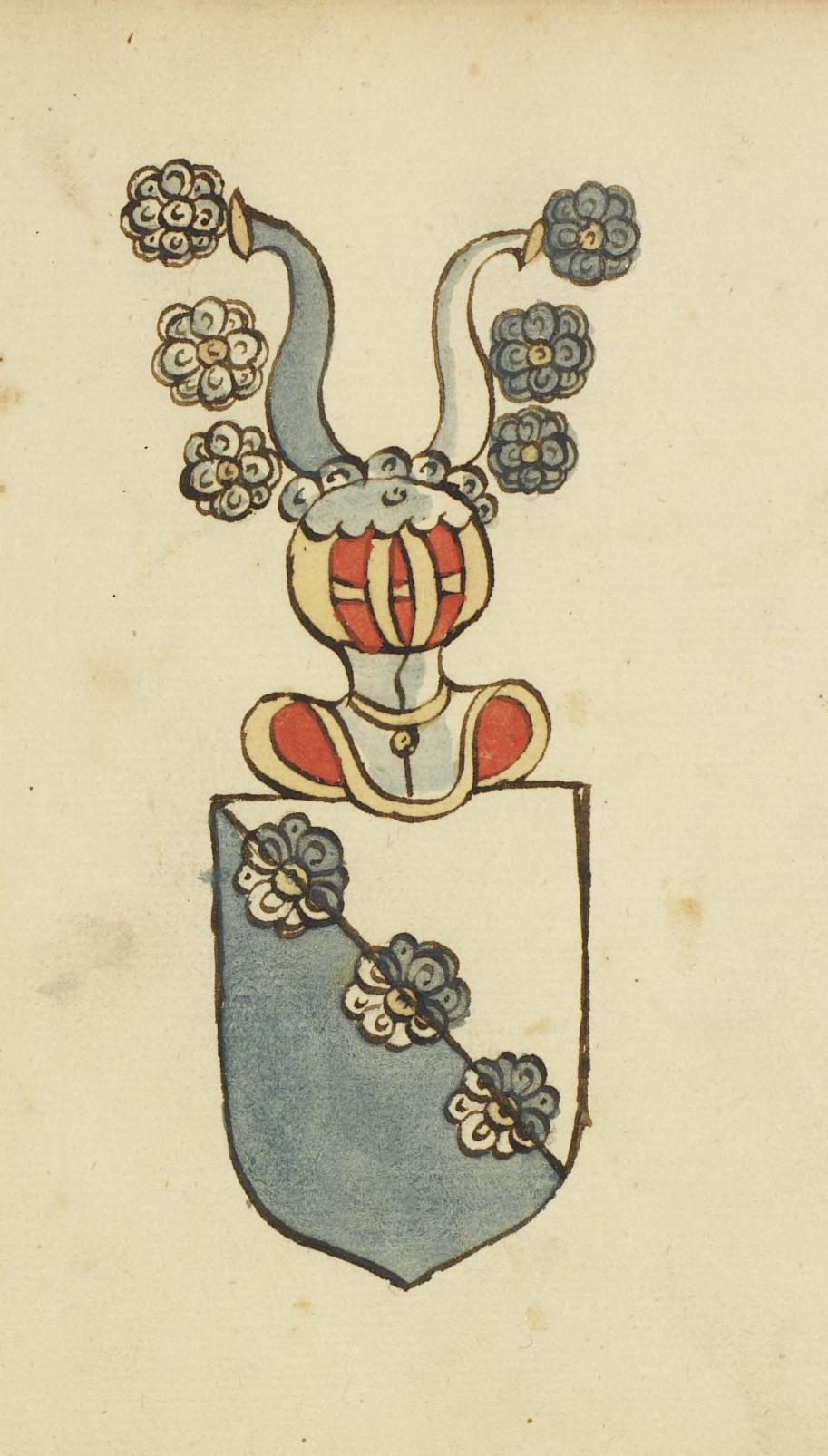
Alv Knutssons vapen enligt Iver Hirtzholms vapenbok från cirka 1680.